# 德拉戈柳布·奥伊达尼奇
德拉戈柳布·奥伊达尼奇（1941年6月1日—2020年9月6日），塞尔维亚军事人物，前南斯拉夫武装力量总参谋长、南斯拉夫联盟共和国国防部长，大将军衔。

## 生平
1941年6月1日出生于塞尔维亚西南部乌日策地区附近的拉夫尼村。他的父亲曾参加第二次世界大战。他在茲拉蒂博爾长大，1958年毕业于萨拉热窝陆军士官学校，加入南斯拉夫人民軍。1964年毕业于陆军军事学院。1975年毕业于总参谋部指挥学院。1985年获军事学硕士学位。曾在贾科维察、萨拉热窝、普里兹伦、普里什蒂纳、乌日策和贝尔格莱德等地服役。
1992年后，历任第37军副军长、军长。1992年4月20日晋升少将。参加波士尼亞戰爭。1993年至1994年，任第一集团军参谋长。1994年至1996年，任第一集团军司令。1996年，任南斯拉夫武装力量副参谋长。1998年11月26日被米洛舍维奇总统任命为总参谋长，参加科索沃战争。战后的1999年6月16日获自由勋章，后晋升大将，成为南联盟军衔最高的将军。
2000年2月7日，时任国防部长布拉托维奇遇刺身亡。2月15日，米洛舍维奇总统颁布命令，任命他为国防部长。第三集团军司令帕夫科维奇接替他担任总参谋长职务。
2002年4月25日，他被南斯拉夫政府移交给海牙前南斯拉夫问题国际刑事法庭，并被关入海牙联合国前南战犯国际法庭拘留所。他是首位向海牙自首的前南高级官员。2006年3月11日，前总统米洛舍维奇去世后，他获得参加米洛舍维奇葬礼的许可。经过长达七年审判，前南斯拉夫问题国际刑事法庭认定奥伊达尼奇有罪，判处其15年有期徒刑。
2013年1月，他公开承认参与了针对科索沃阿尔巴尼亚人的战争罪行，并撤回上诉。2013年8月，他被提前释放，并返回塞尔维亚。
2020年9月6日逝世。